# آکیو فوکامی
آکیو فوکامی (ژاپنی: 深水 章生؛ زادهٔ ۳۰ سپتامبر ۱۹۸۵) یک بازیکن فوتبال اهل ژاپن است.
از باشگاه‌هایی که در آن بازی کرده‌است می‌توان به باشگاه فوتبال اهیمه اشاره کرد.